# Tyveriet fra Isabella Stewart Gardner Museet
Tyveriet fra Isabella Stewart Gardner Museet skete i de tidlige morgentimer den 18. marts 1990, hvor 13 kunstværker blev stjålet i Boston. Sikkerhedsvagter lukkede to mænd ind, der udgav sig for at være politifolk, der reagerede på et uroopkald, og tyvene bandt vagterne og plyndrede museet i løbet af den næste time. Sagen er uopklaret; ingen anholdelser er foretaget, og ingen værker er blevet fundet. De stjålne værker er blevet vurderet til hundredvis af millioner af dollars af FBI og kunsthandlere. Museet tilbyder en belønning på 10 millioner dollars for information, der fører til kunstværkernes fremskaffelse, den største dusør nogensinde tilbudt af en privat institution.
De stjålne værker blev oprindeligt anskaffet af kunstsamleren Isabella Stewart Gardner og var beregnet til permanent udstilling på museet sammen med resten af hendes samling. Blandt dem var Koncerten, et af kun 34 kendte malerier af Johannes Vermeer og menes at være det mest værdifulde bortkommen maleri i verden. Desuden mangler også Stormen på Genesaret sø, Rembrandts eneste marinemaleri. Andre malerier og skitser af Rembrandt, Edgar Degas, Édouard Manet og Govert Flinck blev stjålet sammen med en relativt værdiløs faneknop og kinesisk gu. Eksperter var forundrede over valget af kunst, da mere værdifulde værker blev efterladt uberørt. Da samlingen og dens udstilling er beregnet til at være permanent, bliver tomme rammer hængende både som hyldest til de manglende værker og som pladsholdere for deres tilbagevenden.
FBI mener, at røveriet var planlagt af en kriminel organisation. Sagen mangler stærke fysiske beviser, og FBI har i høj grad været afhængig af afhøringer, undercover-informanter og stikoperationer for at indsamle oplysninger. Den har primært fokuseret på Boston-mafiaen, som var midt i en intern bandekrig i perioden. En teori hævder, at gangster Bobby Donati organiserede tyveriet for at forhandle om sit caporegimes løsladelse fra fængslet; Donati blev myrdet et år efter røveriet. Andre beretninger tyder på, at malerierne blev stjålet af en bande i Bostons Dorchester-kvarter, selvom disse mistænkte nægter involvering på trods af, at en stikoperation resulterede i flere fængselsdomme. Alle har nægtet enhver viden eller har givet spor, der viste sig at være frugtesløse, på trods af tilbuddet om belønningspenge og reducerede eller annullerede fængselsstraffe, hvis de havde afsløret oplysninger, der førte til anskaffelse af kunstværkerne.

## Baggrund
Isabella Stewart Gardner Museum blev bygget under vejledning af kunstsamleren Isabella Stewart Gardner for at huse hendes personlige kunstsamling. Museet åbnede for offentligheden i 1903, og Gardner fortsatte med at udvide samlingen og arrangere den, indtil hun døde i 1924. Hun forlod museet med en bevilling på $3,6 millioner (svarende til omkring $64 millioner i dag), og hendes testamente foreskrev, at arrangementet af kunstværker ikke skulle ændres, og at ingen genstande måtte sælges fra samlingen.
I 1980'erne var museet ved at løbe tør for midler. Denne økonomiske belastning efterlod museet i dårlig stand; det manglede et klimakontrolsystem og en forsikring og havde behov for grundlæggende vedligeholdelse af bygningen. Efter at FBI afslørede et plot fra Boston-kriminelle om at røve museet i 1982, tildelte museet midler til at forbedre sikkerheden. Blandt disse forbedringer var 60 infrarøde bevægelsesdetektorer og et videoovervågning system bestående af fire kameraer placeret rundt om bygningens ydermure. Ingen kameraer var blevet installeret inde i museet, da dets bestyrelse anså omkostningerne for uoverkommelige, men yderligere sikkerhedsvagter blev hyret. På trods af disse sikkerhedsforbedringer var den eneste måde, hvorpå vagter kunne tilkalde politiet til museet, ved at trykke på en knap ved sikkerhedsskranken. Andre museer i området havde fejlsikre systemer, der krævede, at nattevagter ringede hver time til politiet for at indikere, at forholdene var normale.
En uafhængig konsulent gennemgik museets sikkerhedsoperationer i 1988 og fastslog, at de var på niveau med de fleste andre museer, men anbefalede forbedringer. Sikkerhedsdirektøren ved Museum of Fine Arts i Boston foreslog også sikkerhedsopgraderinger til museet. På grund af museets økonomiske belastning og Gardners direktiv, der forbyder større renoveringer, godkendte bestyrelsen ikke disse sikkerhedsforbedringer. Bestyrelsen afviste også en anmodning fra sikkerhedsdirektøren om højere vagtlønninger i et forsøg på at tiltrække flere kvalificerede ansøgere. Museets vagter blev betalt lidt højere end mindstelønnen og museets sikkerhedsbrister var en åben hemmelighed blandt vagterne.

## Røveriet

### Optakt
Røveriet fandt sted i de tidlige timer søndag den 18. marts 1990. Tyvene blev første gang set omkring kl. 0.30 af flere Skt. Patricks dag-festdeltager, der forlod en fest nær museet. De to mænd var forklædt som politibetjente og parkerede i en hatchback på Palace Road, omkring hundrede meter fra sideindgangen. Vidnerne troede, at de var politifolk.
Museumsvagterne på vagt den nat var Rick Abath, 23, og Randy Hestand, 25. Abath var en almindelig nattevagt, men den 18. marts var Hestands første gang på nattevagten. Museets sikkerhedspolitik krævede, at den ene vagt skulle patruljere gallerierne med lommelygte og walkie-talkie, mens den anden satte sig ved sikkerhedsskranken. Da Abath tog den første patrulje, lød der brandalarmer i flere rum, men han kunne ikke lokalisere brand eller røg. Han vendte tilbage til sikkerhedsrummet, hvor brandalarmcentralen indikerede røg i flere rum. Han antog, at der var opstået en eller anden form for funktionsfejl og deaktiverede panelet, før han vendte tilbage til sin patrulje. Før han afsluttede sine runder, standsede Abath ved sideindgangen til museet, åbnede kort sidedøren og lukkede den igen uden at informere Hestand. Abath vendte tilbage til sikkerhedsskranken omkring kl. 01:00, og Hestand påtog sig patruljeopgaver.

### Vagter pacificeres
Klokken 1:20 kørte tyvene til sideindgangen, parkerede og gik hen til sidedøren. De ringede på brummeren, som forbandt dem til Abath gennem et samtaleanlæg. De forklarede Abath, at de var politiet, der efterforskede en urolighed, og at de skulle lukkes ind. Abath kunne se dem på det lukkede overvågnings system iført hvad der så ud til at være politiuniformer. Han var ikke klar over nogen forstyrrelse, men han formodede, at en Skt. Patrick's dag-festdeltager kunne være klatret over hegnet, hvilket fik nogen til at rapportere det til politiet. Abath lukkede mændene ind klokken 01:24
Tyvene gik først ind i en aflåst foyer, der adskilte sidedøren fra museet. De henvendte sig til Abath ved sikkerhedsskranken og spurgte, om der var andre på museet. Abath bad Hestand via radio om at vende tilbage til sikkerhedsskranken. Abath bemærkede omkring dette tidspunkt, at den højere mands overskæg så ud til at være falsk. Den mindre mand fortalte Abath, at han så bekendt ud, og at de muligvis har en arrestordre, og krævede, at Abath kom frem fra skrivebordet for at lade sig identificerer. Abath efterkom ordren og forlod skrivebordet, der indeholdt museets eneste panikknap for at alarmere politiet. Den mindre mand tvang Abath mod en mur, spredte benene og lagde ham i håndjern. Hestand gik ind i lokalet omkring dette tidspunkt, og den højere tyv vendte ham mod væggen og satte ham i håndjern. Med begge vagter i håndjern afslørede tyvene deres sande intentioner om at røve museet og bad vagterne om ikke at skabe problemer.
Tyvene viklede gaffertape om vagternes hoveder og øjne. Uden at spørge om vej førte de vagterne ind i kælderen, hvor vagterne blev lænket fast i håndjern til et damprør og arbejdsbord. Tyvene undersøgte vagternes tegnebøger og truede med, at de vidste, hvor vagterne boede og fortalte dem, at hvis de ikke ville informere myndighederne, ville de modtage en belønning om cirka et år. Det tog tyvene mindre end 15 minutter at underkue vagterne, hvilket de afsluttede omkring kl. 01:35

### Kunstværkerne stjæles
Tyvenes bevægelser gennem museet blev registreret på infrarøde bevægelsesdetektorer. Trin i det første rum, de gik ind i, det hollandske værelse på anden sal, blev ikke optaget før kl. 01:48 Dette var 13 minutter efter, at de var færdige med at underkue vagterne, måske ventede på at sikre, at politiet ikke var blevet alarmeret.
Da tyvene nærmede sig malerierne i det hollandske rum, lød en sensor, der var beregnet til at advare, når besøgene bevægede sig for tæt på kunstværker, og tyvene smadrede enheden. De fjernede Stormen på Genesaret sø og A Lady and Gentleman in Black fra væggen og smed dem på marmorgulvet og knuste deres glasrammer. Ved hjælp af et kniv skar de lærrederne ud af deres rammer. De fjernede også et stort Rembrandt selvportræt oliemaleri fra væggen, men lod det læne sig op ad et skab. Efterforskere mener, at tyvene kan have anset det for stort til at transportere, potentielt fordi det var malet på træ og ikke lærred som de andre. Tyvene tog i stedet et lille selvportræt i frimærkestørrelse af Rembrandt udstillet under det større portræt. I højre side af rummet fjernede de Landskab med Obelisk og Koncerten fra deres rammer. Det sidste stykke taget fra rummet var en gammel kinesisk gu.
Klokken 01.51, mens den ene tyv fortsatte med at arbejde i det hollandske værelse, gik den anden ind i en smal gang kaldet Kortgalleriet i den anden ende af anden sal. Snart var begge mænd i Short Gallery,, hvor de begyndte at fjerne skruer til en ramme, der udstillede et Napoleonsk flag, sandsynligvis et forsøg på at stjæle flaget. De så ud til at have opgivet indsatsen, da nogle skruer ikke blev fjernet, og de tog i sidste ende kun den blottede ørne-flagknop på toppen af flagstangen. De tog også fem Degas-skitser fra rummet. Det sidste værk, der blev stjålet, var Chez Tortoni fra Blue Room på første sal. Museets bevægelsesdetektorer registrerede ingen bevægelse i Det Blå Rum under tyvenes tid i bygningen. De eneste fodtrin, der blev opdaget i rummet den nat, var Abaths under de to gange, hvor han passerede gennem galleriet på sin tidligere patrulje.
Da de gjorde sig klar til at tage afsted, tjekkede tyvene igen vagterne og spurgte, om de havde det godt. Tyvene gik derefter til sikkerhedsdirektørens kontor, hvor de tog videokassetterne, der indeholdt beviser for deres indgang fra lovervågningskameraer samt dataudskrifterne fra bevægelsesdetekteringsudstyret. Bevægelsesdataene blev også optaget på en harddisk, som forblev urørt. Rammen til Chez Tortoni blev efterladt ved sikkerhedsdirektørens skrivebord. Tyvene begyndte derefter at fjerne kunstværket fra museet. Sideindgangsdørene blev åbnet kl. 02.40 og igen for sidste gang kl. 02.45. Røveriet varede 81 minutter.
Ved næste vagtskifte ankom vagten senere på morgenen og indså, at der var noget galt, da de ikke kunne etablere kontakt med nogen indenfor for at blive lukket ind. De ringede til sikkerhedsdirektøren, som gik ind i bygningen med sine nøgler og fandt ingen ved vagtskranken, før de ringede til politiet. Politiet ransagede bygningen og fandt vagterne stadig bundet i kælderen.

### De stjålen kunstværker
- Koncerten – Johannes Vermeer
- Stormen på Genesaret sø – Rembrandt
- A Lady and Gentleman in Black – Rembrandt
- Landscape with Obelisk – Govert Flinck
- Chez Tortoni – Édouard Manet
- Selvportræt – Rembrandt
- La Sortie de Pesage – Degas
- Cortege aux Environs de Florence – Degas
- Program for an Artistic Soirée 1 – Degas
- Program for an Artistic Soirée 2 – Degas
- Three Mounted Jockeys – Degas

#### Link til billeder af værker med copyright
- Kinesisk bronze bæger
- Faneknop udformet som en Fransk Kejser Ørn

Tretten værker blev stjålet. I 1990 anslog FBI værdien af tyveriet til $200 millioner og hævede estimatet til $500 millioner i 2000. I slutningen af 2000'erne foreslog nogle kunsthandlere, at den samlede værdi af det stjålne kunstværk kunne være $600 millioner. Det betragtes som det mest værdifulde museumsrøveri i historien.
De mest værdifulde værker blev taget fra det hollandske rum. Blandt disse var Koncerten af den hollandske maler Vermeer, et af kun de 34 malerier, der blev tilskrevet ham. Maleriet tegner sig for halvdelen af det samlede tyveri værdi, anslået til $250 millioner i 2015. Eksperter mener, at Koncerten kan være den mest værdifulde stjålne genstand i verden. I samme rum angreb tyvene værker af den hollandske maler Rembrandt. Disse omfatter Stormen på Genesaret sø, hans eneste marinemaleri og det mest værdifulde af hans værker, der blev stjålet den nat. Estimater har placeret dens værdi til omkring $140 millioner. De andre Rembrandt-værker, der blev taget, var A Lady and Gentleman in Black og en lille frimærkestørrelse på selvportræt. Sidstnævnte blev tidligere stjålet og returneret i 1970. Tyvene kan have taget Landskab med Obelisk i den tro, at det var en Rembrandt; det blev længe tilskrevet ham, indtil det stille og roligt blev krediteret hans elev Govert Flinck et par år før røveriet. Den sidste genstand, der blev taget fra det hollandske rum, var en bronze-gu ca. 10 tommer (25 cm) høj. Traditionelt brugt til at servere vin i det gamle Kina, bægeret var et af de ældste værker på museet, dateret til Shang-dynastiet i det 12. århundrede f.Kr. Dens anslåede værdi er flere tusinde dollars.
I Short Gallery blev fem skitser af den franske kunstner Edgar Degas stjålet. De var hver tegnet på papir mindre end en kvadratfod i størrelse og lavet med blyanter, blæk, lavering og trækul. De er af relativt lille værdi sammenlignet med de andre stjålne værker til en værdi af mindre end $100.000 tilsammen. Der blev også taget en 10 tommer høj (25 cm) fransk kejserørn-faneknop fra hjørnet af et indrammet flag til Napoleons kejserlige garde. Der er en belønning på $100.000 for information, der fører til returnering af flagknoppen alene. Det så muligvis ud til at være lavet af guld for tyvene. Chez Tortoni af den franske maler Édouard Manet blev taget fra det blå rum; det var den eneste genstand taget fra første sal.
Den eklektiske blanding af genstande har undret eksperter. Mens nogle af malerierne var værdifulde, passerede tyvene andre værdifulde værker af Raphael, Botticelli og Michelangelo og efterlod dem uforstyrrede, og valgte at tage relativt værdiløse genstande såsom gu og flagknop. Tyvene kom ikke ind på tredje sal, hvor Titians The Rape of Europa hang, som er blandt de mest værdifulde malerier i byen. Udvælgelsen af værker og tyvenes grove behandling af kunstværkerne har fået efterforskere til at tro, at tyvene ikke var eksperter, der blev bestilt til at stjæle bestemte værker. Ud over den skade, der blev påført de stjålne værker på lærred, som groft blev skåret ud med en kniv ud af deres rammer, blev mange af værkerne sandsynligvis rullet sammen, og derved blev de sandsynligvis beskadiget. Ydermere har konservatorer understreget, at en manglende opbevaring af de fleste af de stjålne værker under optimale bevaringsforhold også vil garantere yderligere skade (hvis nogen af værkerne overhovedet forbliver i eksistens).
Da Gardners testamente dekreterede, at intet i hendes samling skulle flyttes, forbliver de tomme rammer til de stjålne malerier hængende på deres respektive steder i museet som pladsholdere for deres potentielle tilbagevenden. På grund af museets lave midler og manglen på en forsikringspolice, anmodede direktøren om hjælp fra auktionshusene Sotheby's og Christie's til at udbetale en belønning på $1 million inden for tre dage. Dette blev øget til $5 millioner i 1997. I 2017 blev det fordoblet til $10 millioner med en udløbsdato sat til slutningen af året. Denne belønning blev forlænget efter en strøm af tips fra offentligheden. Det er den største dusør, der nogensinde er blevet tilbudt af en privat institution. Belønningen er for "information, der direkte fører til genvinding af alle [deres] genstande i god stand." Føderale anklagere har udtalt, at enhver, der villigt returnerer genstandene, ikke vil blive retsforfulgt. Forældelsesfristen udløb også i 1995, så tyvene og alle andre, der deltog i tyveriet, kan ikke retsforfølges.

## Forklarende noter
1. ↑  Antallet af malerier, der tilskrives Vermeer, er omstridt.
2. ↑  Gardner-museets belønning er kun blevet overskredet af den amerikanske regerings dusør på 25 millioner dollars for Osama bin Laden.[66]

## Citerede references
- Kurkjian, Stephen (2015). Master Thieves: The Boston Gangsters Who Pulled Off the World's Greatest Art Heist (2016 udgave). New York: PublicAffairs. ISBN 978-1-61039-632-5.
- Boser, Ulrich (2009). The Gardner Heist: The True Story of the World's Largest Unsolved Art Theft. New York: HarperCollins. ISBN 978-0-06-145184-3.
- Isabella Stewart Gardner Museum (2018). Stolen. Carlisle, Massachusetts: Benna Books. ISBN 978-1-944038-52-6.
- Goldfarb, Hilliard T. (1995). The Isabella Stewart Gardner Museum: A Companion Guide and History. New Haven, Connecticut: Yale University. ISBN 0-300-06341-5.
- McShane, Thomas; Matera, Dary (2006). Stolen Masterpiece Tracker. Fort Lee, New Jersey: Barricade Books. ISBN 1-56980-314-5.
- Wittman, Robert K.; Shiffman, John (2010). Priceless: How I Went Undercover to Rescue the World's Stolen Treasures. New York: Broadway Books. ISBN 978-0-307-46148-3.